# Nadīk
Nadīk (persiska: ندیک) är en ort i Iran.   Den ligger i provinsen Kerman, i den centrala delen av landet, 700 km sydost om huvudstaden Teheran. Nadīk ligger 2 231 meter över havet och antalet invånare är 333.
Terrängen runt Nadīk är platt åt sydväst, men åt nordost är den kuperad.Runt Nadīk är det mycket glesbefolkat, med 7 invånare per kvadratkilometer. Närmaste större samhälle är Javazm, 14,6 km norr om Nadīk. Trakten runt Nadīk är ofruktbar med lite eller ingen växtlighet.